# Unión de Madres Lesbianas
La Unión de Madres Lesbianas (LMU), más tarde conocida como Madres lesbianas y amigos , fue creada por Del Martin y Pat Norman, junto con otros activistas, en un esfuerzo por combatir la persecución legal y la exclusión social a las que se enfrentan las madres lesbianas. Las madres lesbianas necesitaban apoyo desesperadamente, y la Unión de Madres Lesbianas ofreció asistencia a las que residían en el área de la Bahía de San Francisco.

## Orígenes
La Unión de Madres Lesbianas tiene su origen en la Conferencia de la Costa Oeste de Mujeres homosexuales en junio de 1971, en Los Ángeles . Los organizadores de la conferencia se negaron a proporcionar opciones de guardería a los asistentes y ya habían ignorado previamente una solicitud para crear eventos específicos  para madres lesbianas. La afiliación inicial incluyó a treinta y seis mujeres, de la asistencia total de 200 de la conferencia, con Del Martin como contacto para la organización. Finalmente, la Unión de Madres Lesbianas se estableció tanto en San Francisco como en Oakland, California, con un total de más de cien miembros a nivel local en 1973.
El grupo resaltaba su excepcional lastre que supone ser madres y lesbianas, enfrentadas al rechazo incluso dentro de su propia comunidad. Describieron las dificultades a las que se enfrentaban para conseguir una vivienda, navegar las relaciones entre parejas románticas y sus hijos y preparar a los hijos para lidiar con "las crueldades de la opresión del mundo heterosexual". Concretamente, la organización quiso brindar ayuda financiera y legal a las madres lesbianas ya que, en el momento de la formación del grupo, ninguna "lesbiana declarada" había ganado un caso de custodia de menores en California. La organización encontraría testigos e investigaría para demostrar que las madres lesbianas proporcionaban un buen hogar para los niños. Debido a que las batallas por la custodia estaban indisolublemente ligadas a la moralidad y se percibía que el lesbianismo era desviado, la organización también luchó por cambiar la percepción de las lesbianas.

## Fundadoras y miembros destacados
Del Martin, una activista por los derechos de las lesbianas, falleció en 2008 tras cinco décadas de trabajo para promover los derechos de los homosexuales. Martin estuvo casada con Phyllis Lyon y las dos fueron pareja durante 55 años. Trabajando juntas, Martin y Lyon dedicaron su vida a luchar por estos derechos para ellas mismas, así como para otras lesbianas y gais. Del Martin se hizo conocida por ser una de las fundadoras de la Unión de Madres Lesbianas, y su información de contacto se vinculó a la organización durante su primer año. También fundó otras organizaciones similares, como la Organización Nacional de Mujeres, el Consejo de Religión y Homesualidad y el Alice B. Toklas Democratic Club, la primera organización política abiertamente homosexual de Estados Unidos. Juntas, las dos mujeres cofundaron la organización Hijas de Bilitis en 1956. Fue en esta misma zona, la Bahía de San Francisco, donde se creó la Unión de Madres Lesbianas, apenas 15 años después.
Pat Norman nació el 21 de octubre de 1939 en Brooklyn, Nueva York . A lo largo de su vida, ha abogado por los derechos de las mujeres y ha pasado gran parte de su vida dedicada a los derechos de la comunidad LGTBI+. En 1971, fundó la Unión de Madres Lesbianas, junto con otras activistas. Entre los años 1972 y 1979, se centró en examinar las políticas sobre los servicios de salud mental para grupos de minorías sexuales. También dedicó su tiempo formando a empleados en cómo mejor ayudar a las comunidades LGBTQ +, utilizando la sensibilidad y el conocimiento de los recursos adecuados. Pat pasó gran parte de la década de 1970 trabajando para el Departamento de Salud de San Francisco, donde era la única empleada abiertamente homosexual. El tiempo que pasó allí  lo dedicó a la epidemia del sida. En 2017, ABC publicó una serie documental sobre la vida de Cleve Jones, otro activista LGBT. La serie también contó con activistas LGBTQ +, incluyendo a Pat Norman, interpretada por Whoopi Goldberg . 
Otros miembros activos de la LMU fueron Phyllis Lyon, Ruth Mahaney, Judie Ghidinelli y Cathy Cade .

## Apoyo
Después de la creación de la Unión de Madres Lesbianas en San Francisco, otras mujeres de diferentes ciudades se inspiraron en la idea y crearon grupos similares para apoyar a las madres lesbianas de sus zonas. La Unión de Madres Lesbianas también distribuyó su boletín en Boston, Chicago y Nueva York. Grupos como la LMU "recaudaron fondos para honorarios legales, a las lesbianas que luchaban por la custodia las pusieron en contacto con compresivos testigos expertos y, en casos excepcionales, ayudaron a las madres lesbianas y sus hijos a pasar a la clandestinidad cuando estaba claro que iban a ser separados". Los miembros Del Martin y Pat Norman dirigieron actividades de divulgación como ponencias en la Facultad de Derecho de UC Davis acerca de los problemas a los que se enfrentan las madres lesbianas. Estos grupos también tenían como objetivo plantear debates para abordar las preocupaciones de las madres lesbianas de la zona, así como de temas más profundos, como el impulso social de la heterosexualidad. Sirvieron de enlace para poner en contacto a madres lesbianas a través la organización de eventos en los que todos los miembros podían participar.
Para 1973, la LMU  ya había creado un fondo de defensa legal para apoyar económicamente a los miembros en las batallas por la custodia. Scott's Pit, un popular bar gay de San Francisco, se convirtió en el sitio de dos subastas/rifas benéficas en 1973 y 1974, en las que participaron  subastadores invitados como José Sarria y JJ Van Dyke . En esta época, el Fondo de Defensa Nacional de Madres Lesbianas también comenzó a recaudar fondos en Seattle para ayudar a las lesbianas en las batallas por la custodia . Otros eventos incluyeron una fiesta de Navidad de 1972, organizada por clubes de motociclistas gais de San Francisco; las campañas de Toys for Tots en 1973 y 1975, cenas esporádicas para los miembros y un "día en el parque" en 1977 para madres e hijos. Todos estos eventos sirvieron para formar comunidad.
A nivel fundamental, la Unión de Madres Lesbianas hizo visibles a las madres lesbianas, lo cual es un acto político en sí mismo. La organización pasó de reunirse de vez en cuando a realizar reuniones periódicas que se llevaban a cabo junto a eventos de recaudación de fondos. A través de sus propios  eventos y las  recaudaciones de fondos, consiguieron muchos seguidores y amigos, lo cual fue vital para la organización. Uno de los principales eventos de recaudación de fondos  fue la Subasta del Día de las Madres Lesbianas. La gente se reuniría en un popular bar de lesbianas donde se subastarían objetos. Todos los fondos irían directamente a madres lesbianas y sus batallas por la custodia.
Se estima que había 130 miembros en San Francisco. En mayo de 1975, la Unión de Madres Lesbianas pasó a llamarse Madres Lesbianas y Amigos. Esto permitió abrir el espacio a los aliados a participar en las conversaciones políticas y sociales en torno a las madres lesbianas.

## Hoy en día
Después de la década de 1970, hay pocas evidencias de que el grupo siga activo. Sin embargo, fueron una enorme inspiración para muchos otros grupos similares que se extendieron por otras ciudades de la nación. Muchos de estos otros grupos siguen activos y siguen trabajando para apoyar y luchar por los derechos de la comunidad LGTBI +.

## Recursos adicionales
- Guía de los documentos de Phyllis Lyon y Del Martin, 1924-2000 . Archivo en línea de California . Consultado el 10 de abril de 2020.
- Guía del proyecto de historia oral de lesbianas antiguas . Colección Sophia Smith, Colecciones especiales de Smith College. Northampton, Mass. Consultado el 13 de mayo de 2020.

- Datos: Q85850963